# Aéroport Teniente Daniel Jukic
Pour les articles homonymes, voir Jukić.
L’aéroport Teniente Daniel Jukic (code IATA : RCQ • code OACI : SATR)(en espagnol : Aeropuerto de Reconquista - Teniente Daniel Jukic) est un aéroport situé à Reconquista en Argentine.
Il a été nommé en l’honneur de l’aviateur argentin Daniel Antonio Jukic.

## Situation
| \| 100 km1:20 642 000 \| Bahía Blanca San Carlos de Bariloche Buenos Aires · J.-Newbery Buenos Aires · Ezeiza Buenos Aires · El Palomar Catamarca Comodoro Rivadavia Córdoba Corrientes El Calafate Esquel Formosa Gobernador Gregores San Salvador de Jujuy La Rioja Malargüe Mar del Plata Mendoza Neuquén Paraná Perito Moreno Puerto · Iguazú Puerto Madryn Reconquista Resistencia Río Cuarto Río Gallegos Río Grande Rosario Salta San Juan San Luis San Martín de los Andes San Rafael Santa Fe de la Vera Cruz Santa Rosa Santiago del Estero Sunchales Tandil Termas de Río Hondo Trelew Tucumán Ushuaia Viedma |
| 100 km1:20 642 000 |

## Compagnies et destinations
| Compagnies            | Destinations                                           |
| --------------------- | ------------------------------------------------------ |
| Aerolíneas Argentinas | Buenos Aires-J. Newbery, Rosario - îles Malouines (en) |